# Rosa López
Rosa María López Cortés (Granada, 14 de enero de 1981) es una cantante española de diversos géneros musicales.
Incursionó en la música en su adolescencia como vocalista principal de varios grupos de la provincia y ciudad de Granada. En la década de los 2000, adquirió fama como artista al ganar la primera edición de Operación Triunfo, donde recibió el apodo de «Rosa de España». Luego de ello representó a España en el Festival de la Canción de Eurovisión 2002, que fue el más seguido en el país desde que existen estadísticas oficiales de audiencia y en el que obtuvo la séptima posición con «Europe's living a celebration», canción que se convirtió en su primer éxito musical y que entró directamente al número uno del conteo de la radio Los 40.
En 2002 grabó su álbum debut Rosa, que llegó hasta el número uno en la lista de Promusicae con récords de ventas al editar 400 000 ejemplares en una semana. El año siguiente consiguió la misma posición durante dos semanas consecutivas con su segundo disco Ahora y logró otro número uno en Los 40 con la canción «La esencia de tu voz». Por ello, recibió el premio Dial a una de las intérpretes más destacadas de 2003 en España. Tres años después, recibió el galardón Antena de Oro por su labor en el mundo de la música. En los años siguientes siguió activa publicando una serie de grabaciones que alcanzaron los primeros puestos de la antedicha lista. Además, participó en varios programas de entretenimiento; en la tercera edición de ¡Mira quién baila! se proclamó vencedora, mientras que en la quinta edición de Tu cara me suena terminó segunda.
Por otra parte, la vuelta de los participantes de Operación Triunfo 2001 en la serie OT: el reencuentro, fue uno de los acontecimientos más vistos de 2016 en España. También estrenó su primer programa de telerrealidad bajo el nombre de Soy Rosa. En diciembre de 2024, publicó hasta entonces, su último trabajo discográfico, el álbum 12 Diamantes negros. Según Promusicae, acumula en total ocho discos de platino y tres de oro en ventas de álbumes.

## Biografía

### 1981-2001: Inicios en la música

Vista panorámica de Granada, ciudad natal de la cantante

Rosa María López Cortés nació en el hospital materno de Granada el 14 de enero de 1981. Hija de Paqui Cortés y Eduardo López, es la tercera de cuatro hijos; tiene dos hermanos mayores, Eduardo y José, y un hermano menor, Javier. Vivió sus primeros años en la localidad de Peñuelas —municipio de Láchar— y nombrada hija predilecta el 23 de agosto de 2002. Creció en una familia humilde en la barriada de Almanjáyar en Granada.
Empezó a cantar a la edad de cuatro años y, según su madre, su primera interpretación de una canción ranchera sorprendió a la familia. Durante la adolescencia ayudaba en el negocio familiar, un asador de pollos, y actuaba en bodas y bautizos junto con su tío por parte de madre, el pianista Eduardo Cortés. Al mismo tiempo, su padre recorrió los diferentes periódicos locales de Granada para promocionarla y darle una salida como solista. Fue corista de un cantante de Granada durante un tiempo. En uno de sus conciertos interpretó un tema de Whitney Houston y, al acabar, los asistentes la aclamaron diciendo: «Que se vaya el cantante, que cante la corista».
Trabajó como vocalista principal en varias orquestas musicales como Anaconda, Surmanía o Zeus. Después, con su hermano Javier formó su propio grupo, Roxa Dúo, que realizó cerca de ochenta actuaciones, con un caché por concierto de entre 45 000 y 75 000 pesetas. Siempre iban acompañados de su familia, con el padre fungiendo de conductor y representante del grupo. Su última actuación fue en el restaurante El Barco en Granada el 6 de octubre de 2001.

### 2001-2002: Salto a la fama

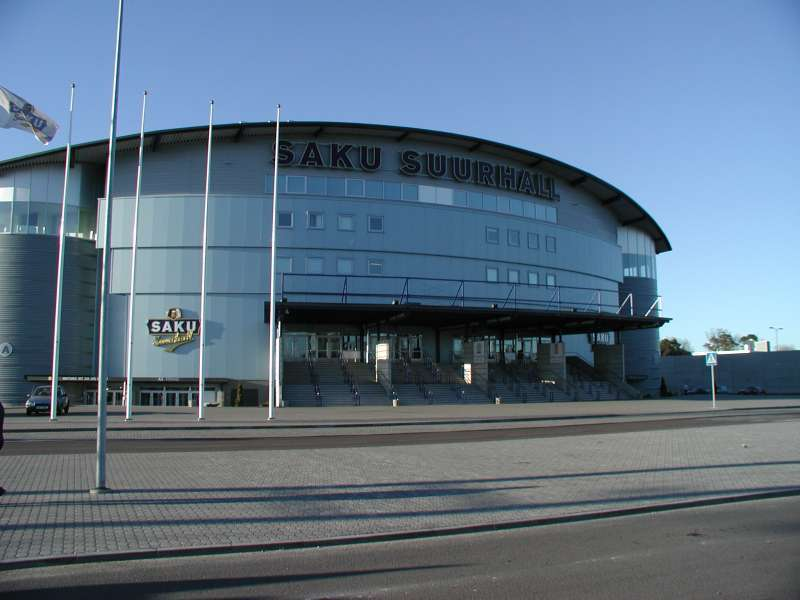
Saku Suurhall Arena, sede del Festival de la Canción de Eurovisión 2002

Con veinte años, López hizo su primera aparición en televisión el 22 de octubre de 2001 en la primera gala del concurso musical Operación Triunfo 2001 (a menudo abreviado OT). Durante el mismo fue, en nueve ocasiones, la primera participante en ser salvada con los votos del público. El 11 de febrero de 2002, resultó la vencedora con un 26,6 % de los votos —486 919 emitidos del 4 al 11 de febrero entre 219 651 a través de llamadas y 267 268 vía mensajes— y una audiencia de 12,8 millones de espectadores en la ceremonia final, para entonces la emisión más vista de un concurso en España. Fue premiada con 90 000 euros, un coche y su primer contrato discográfico. En 2017 confesó en una entrevista con Javier Cárdenas no haber cobrado el importe del premio, debido a que su padre, quien custodió el dinero, fue engañado por otra persona.
Un mes después, el 12 de marzo, los tres finalistas de la edición compitieron para representar a España en el Festival de la Canción de Eurovisión 2002. López fue la ganadora con su interpretación de la canción «Europe's living a celebration», que recibió el 49,9 % de los votos. Por otra parte, las casas de apuestas situaron a la representación española entre los primeros puestos en la clasificación final. Del mismo modo, el presentador José Luis Uribarri también comentó que estaría entre los cinco primeros. El 25 de mayo actuó en la Saku Suurhall Arena de Tallin (Estonia) junto con los coristas y participantes de Operación Triunfo —David Bisbal, David Bustamante, Chenoa, Gisela y Geno—. La actuación también fue seguida en directo desde un polideportivo municipal de Granada, al que acudieron más de 8000 personas, después de que se emitiera un programa especial previo al festival.
Con 81 puntos, logró la séptima posición en el concurso, que fue visto por 12,7 millones de espectadores, más de 14 millones en el transcurso de las votaciones, el más seguido desde que existen estadísticas oficiales de audiencia, siendo también una de las emisiones más vistas en la historia de la televisión en España. Por consiguiente, la cantante generó mayor impacto de espectadores en el festival. Por otra parte, su actuación acaparó las portadas de diferentes periódicos nacionales, tales como El País, El Mundo, La Vanguardia y ABC. Al finalizar la ceremonia, cientos de internautas españoles criticaron la votación popular vía telefónica y la desacreditaron como «Eurotongo». Al mismo tiempo, Televisión Española propuso a la Unión Europea de Radiodifusión (UER) mejoras en su sistema de votaciones.

### 2002-2009: Despegue comercial
Con veintiún años, López publicó su primer álbum el 29 de abril a través de BMG Music. El disco fue el sexto más liquidado en la lista anual de 2002 en España, al vender en total 500 000 copias y obteniendo así la certificación de cinco discos de platino. Su primer sencillo fue «A solas con mi corazón», canción que grabó expresamente en Nueva York, y que fue uno de los veinte más vendidos en la lista anual de ese año en España. El 2 de julio se emitió por televisión la gala Rosa & Amigos desde el Palacio de Exposiciones y Congresos de Granada, con motivo de homenajear a López y en la que participaron otros cantantes invitados como Niña Pastori y José el Francés. El especial consiguió una audiencia de 4,4 millones de espectadores. Al mismo tiempo, actuó en el Festival Internacional de la Canción de Benidorm, que clausuró la gala final.
Su gira comenzó el 12 de julio en Córdoba ante 9000 asistentes y con un total de cincuenta y tres conciertos programados. En el transcurso del recorrido destacaron los conciertos en la playa de la Victoria de Cádiz y en el parque Cataluña de Sabadell, los cuales reunieron cada uno a 100 000 espectadores. La gira finalizó el 20 de septiembre en Valencia cuando el concierto fue suspendido a los cuarenta minutos, debido a que López sufrió una «disfonía provocada por una laringitis subaguda concomitante con una hiperplasia de cuerda vocal derecha con un nódulo poliposo en cuerda vocal izquierda» —en 2017, López confesó en una entrevista con Bertín Osborne haber sufrido una negligencia médica, debido a un tratamiento que habría provocado tiempo después la casi pérdida de su voz y posterior operación de las cuerdas vocales por el médico Pablo Muñoz-Cariñanos de la Sotilla, hijo de Antonio Muñoz Cariñanos—. Esto la llevó a cancelar los últimos diez conciertos programados de su gira con fechas hasta octubre. Llegó a ser la mejor pagada de todos los participantes de Operación Triunfo y se equiparó a otros artistas como Isabel Pantoja y Joaquín Sabina. Tras recuperarse, el 20 de noviembre anunció en una rueda de prensa en Barcelona su vuelta a la música y la grabación de un segundo álbum.

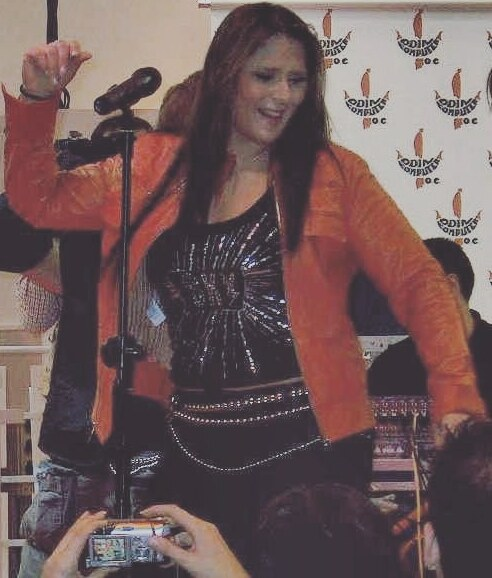
López actuando en la feria SIMO TCI de Madrid (2004)

Regresó a la música en enero de 2003 con la interpretación de la canción «Sigo apostando por ti» en colaboración con Miguel Nández. Su vuelta a los escenarios se produjo en los meses del verano boreal con la gira conjunta de los participantes de las dos primeras ediciones de Operación Triunfo. Luego de la gira publicó su segundo álbum, Ahora, el 29 de octubre a través de Vale Music, que se posicionó como el decimotercero más vendido en la lista anual de 2003 en España, con un total de 200 000 copias, y obtuvo dos discos de platino. A final de año, el ayuntamiento de Armilla la homenajeó con el reparto de 5 000 ejemplares del álbum entre todos los habitantes de la localidad, lo que también sirvió como apoyo a su carrera musical. Sin embargo, la oposición municipal criticó dicha decisión por considerar que «el dinero público no está para comprar discos de nadie».
En enero de 2004 actuó en la Feria Internacional de Turismo (FITUR) en Madrid, para la promoción turística de la provincia de Granada. Al mes siguiente, fue galardonada con el premio Dial a una de las intérpretes más destacadas de 2003 en España. Su segunda gira comenzó en abril y se expandió durante seis meses con un total de 125 000 espectadores repartidos en veinticinco fechas. La gira terminó el 31 de octubre en el auditorio de Barcelona con la grabación de ese concierto y posteriormente la publicación del mismo al año siguiente. Dos semanas después, el 16 de noviembre, se publicó Ojalá, su primer álbum en concepto navideño, que incluyó una participación de treinta céntimos de euro en el Sorteo Extraordinario de Navidad con la numeración 11202 y que representa la fecha en que se proclamó vencedora en Operación Triunfo (11 de febrero de 2002). Fue uno de los cincuenta discos más exitosos en la lista anual de 2004 en España, al vender más de 50 000 copias y certificarse con disco de oro.
Al año siguiente, López junto con La Blues Band de Granada realizaron una pequeña gira por la región de Andalucía, que llevó el título de Blues and Friends y comenzó el 23 de mayo en el Teatro Cervantes de Málaga hasta un total de seis actuaciones. En julio, colaboró con la interpretación de la canción «El Protector», tema oficial de la película Torrente 3: El protector, protagonizada por Santiago Segura.
El 30 de mayo de 2006 publicó Me siento viva, álbum que supuso para la cantante una transformación física al perder más de cuarenta kilos, dejando atrás la imagen de sobrepeso que la caracterizaba anteriormente. Fue uno de los cincuenta discos más vendidos en la lista anual de 2006 en España, con más de 40 000 copias, equivalente a un disco de oro. En julio, comenzó su tercera gira en solitario, compuesta de una serie de conciertos que la propia cantante denominó como una «discoteca andante». A final de año, interpretó en el campeonato mundial de patinaje artístico sobre ruedas la canción «El futuro esté en tus pies», tema oficial del certamen celebrado en Murcia. En el mismo año, recibió por voto popular el premio Disco del Año de Radiotelevisión Española (RTVE) para Me siento viva, entre más de sesenta álbumes propuestos por los Productores de Música de España (PROMUSICAE), y la Antena de Oro por su labor en el mundo de la música.
López fue la candidata para representar a España en el Festival de Baile de Eurovisión, que se celebraría el 6 de septiembre de 2008 en el SEC Centre de Glasgow, pero finalmente la organización decidió no participar en el certamen. El 7 de octubre publicó Promesas, que recibió su disco de oro en un acto de Promusicae, celebrado en la sala Joy Eslava de Madrid el 27 de noviembre. Al año siguiente lanzó Propiedad de nadie, álbum compuesto íntegramente por el cantautor José Luis Perales y certificado con un disco de oro.

### 2010-2019: Popularidad establecida

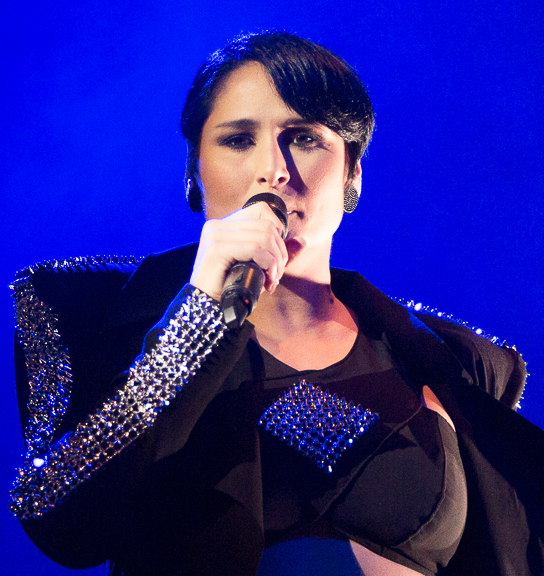
López durante su concierto en la sala BARTS de Barcelona (2017)

En septiembre de 2010, actuó en la inauguración de la ceremonia religiosa de la beatificación de Fray Leopoldo con la interpretación de la canción «Ave María» de Franz Schubert, vista por 150 000 personas en la Base Aérea de Armilla. El 19 de junio de 2012 publicó Rosa López, segundo álbum con título homónimo de su carrera. En febrero de 2015, ganó por voto popular el concurso musical Hit - la canción con el tema «Me da igual». Un mes después, el 31 de marzo, fue elegida para representar a España en el Eurovision Song Contest's Greatest Hits celebrado en el Hammersmith Apollo de Londres. En la actuación interpretó las canciones que defendieron en Eurovisión Massiel, Salomé y Mocedades en sus respectivos años, además de la suya.
En junio de 2016, la cantante firmó un contrato discográfico con Universal Music para el lanzamiento de su nuevo álbum. En octubre, los participantes de Operación Triunfo 2001 reaparecieron conjuntamente en la serie OT: el reencuentro, con la emisión de tres documentales y posteriormente un concierto en el Palau Sant Jordi de Barcelona, que se transmitió en directo por televisión e internet. Con la llegada del reencuentro, la empresa Personality Media elaboró un informe de opinión pública sobre los participantes del concurso. Según la encuesta, ella seguía obteniendo un alto porcentaje de popularidad entre la población española siendo conocida por el 91 % y una valoración de 6,3 sobre 10. El reencuentro se convirtió en uno de los acontecimientos más vistos del año en televisión y comentados en redes sociales, siendo premiados por la crítica al mejor entretenimiento en el FesTVal.
Al año siguiente, estrenó su primer programa de telerrealidad bajo el nombre de Soy Rosa, que fue una serie de capítulos en donde se vio su vida cotidiana y el transcurso de la grabación de su nuevo álbum. Cuatro días después de la primera emisión de su programa, el 30 de junio, publicó Kairós, que fue uno de los cien discos más vendidos en la lista anual de 2017 en España. «Al fin pienso en mí» fue el primer sencillo del álbum, que le permitió volver a sonar en la emisora Cadena Dial, luego de trece años de ausencia en las radios. Sobre la canción, el sitio de música Jenesaispop lo describió: «Nada más arrancar, el ritmo nos hace pensar en «Rolling in the Deep» de Adele, si bien el piano, la electrónica y las posibilidades bailables nos llevan más bien al lado más animado de la que se pensaba que sería su sucesora, Emeli Sandé».
En julio, actuó en el WorldPride Madrid 2017 en el macroconcierto de la Puerta de Alcalá y colaboró con otros cantantes en la grabación del tema «¿A quién le importa?» de Alaska y Dinarama, el himno oficial del certamen. En junio de 2018, actuó de telonera en el concierto OT Bernabéu: Caminando Juntos de Operación Triunfo 2017 en el estadio Santiago Bernabéu de Madrid y cuyos fondos fueron destinados a la Fundación Real Madrid. En noviembre, la propia cantante anunció la rescisión de mutuo acuerdo del contrato con su discográfica, Universal Music.

### Desde 2020
En febrero de 2020, ofreció un único concierto de su nueva gira programado para ese año, debido a la pandemia de COVID-19. En mayo, publicó la canción «Solo tu sonrisa» y cuya recaudación fue a beneficio de la Cruz Roja Española contra la pandemia. Al año siguiente, su vuelta a los escenarios se produjo en los meses del verano boreal, y participó junto con el periodista Antonio Jiménez en las campanadas de fin de año en Trece Televisión. En mayo de 2022, actuó en el concierto homenaje Mujeres cantan a Rocío Jurado en el Cartuja Center CITE de Sevilla, por el 30 aniversario de la exposición universal de 1992.
En enero de 2023, presentó en la Feria Internacional de Turismo (FITUR) en Madrid la canción «Si en Ávila estás», para la promoción turística de la ciudad. Al mismo tiempo, participó como concursante en la tercera edición de El desafío que terminó en segunda posición. En junio, fue asesora de David Bisbal en la octava temporada del concurso musical La Voz Kids España. El 6 de octubre publicó en una tienda de discos en Madrid el álbum Señales, que recopila los sencillos editados en los últimos cuatro años. En las navidades de 2024, volvió a editar en la antedicha tienda el álbum de estudio 12 Diamantes negros.

## Vida personal
En febrero de 2021, López anunció para la revista ¡Hola! su noviazgo con Iñaki García, un policía local de la unidad canina en la localidad madrileña de Leganés. Después de que ambos se conocieran en un concierto de Marta Sánchez en agosto de 2019. Sobre ello, la cantante comentó que «lo nuestro fue mucho más bonito que un flechazo. Es una historia de amor que ha ido creciendo con el paso del tiempo, aunque todavía recuerdo su mirada ilusionada el día que nos conocimos».

## Legado

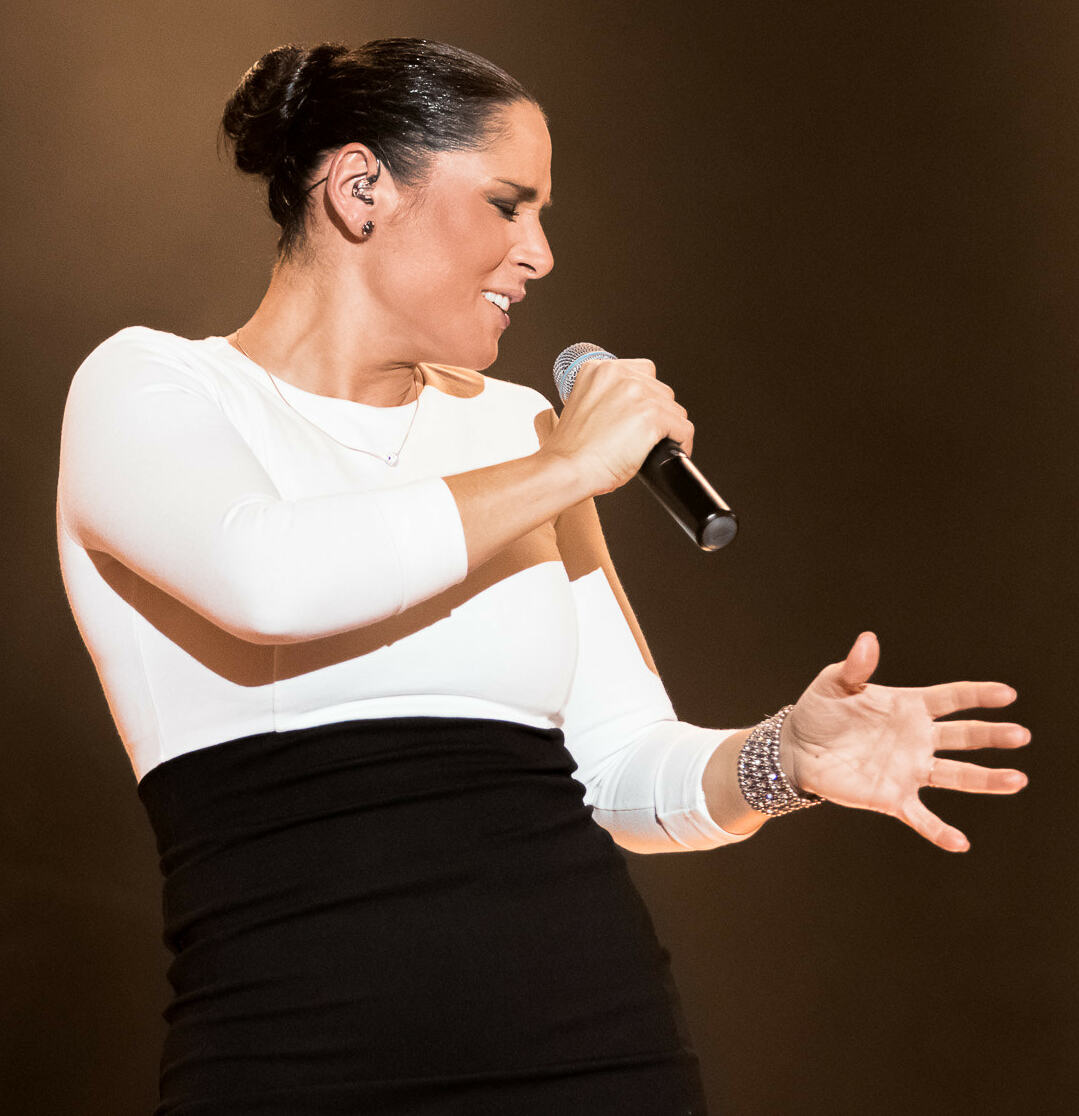
López durante un concierto en Torrevieja (2014)

El cantante y productor Alejo Stivel la apodó «Rosa de España» después de valorar su actuación durante una de las galas en Operación Triunfo 2001. Stivel declaró «Rosa. Eres lo más grande que hay en España ahora mismo, para mí tienes la mejor voz que hay en España». Por su parte, la cantante Massiel mencionó «Se puede decir que en España no hay nadie con una voz como la suya. Cuando canta en inglés parece Aretha Franklin (...)». En junio de 2002, en su primera aparición en el Gabinete de Estudios de Comunicación Audiovisual (GECA), ocupó la quinta posición entre los personajes populares mejor valorados por el público español, y recibió el galardón a la profesional relevación de la temporada.
En 2009, el cantante y compositor José Luis Perales declaró «La voz de Rosa es excepcional. Es la voz que cualquier compositor sueña tener un día para poder escribirle (...)». Un año más tarde, el diario La Razón la incluyó en su lista de los cincuenta menores de treinta años más influyentes de España, por el «éxito profesional, su triunfo personal, su presencia mediática y el impacto que ejercen en su generación». En 2012, la cantante Thalía junto con Erik Rubín interpretaron el tema «La apuesta», una de las canciones que forman parte de su álbum debut a dúo con Manu Tenorio. Dicha versión fue certificada con un disco de oro en México.
En 2016, el presentador Jorge Javier Vázquez declaró «Rosa es nuestra Édith Piaf patria. No se quiere, pero el público la adora. En su sufrimiento radica su grandeza (...)». Al año siguiente, la profesora de canto Celia Vergara afirmó que «Rosa es una intérprete de voz potente y proyectada, con buena materia prima y arriesgada vocalmente. En ocasiones la afinación no es buena. Puede ser debido a la escucha que tiene de su voz y del resto de instrumentos cuando canta. Ha de tener en cuenta las pautas de higiene vocal, seleccionar bien los tonos de las canciones, el reposo relativo, el calentamiento previo, así como dosificar su entrega para cuidar ese tesoro de voz que tiene».
En 2021, el diario de crónica social Vanitatis reseñó: «Rosa posee una voz prodigiosa, unos tonos graves y cavernosos que en ocasiones recuerdan a los de Mahalia Jackson, la reina del góspel. Su forma de cantar centró gran parte de ese cariño colectivo. También cautivó su historia personal, la de cómo una joven que se había criado en uno de los barrios más humildes de Granada acabó siendo la voz más aclamada de un fenómeno televisivo».

## Discografía

### Álbumes de estudio
| Fecha de lanzamiento    | Álbum              | Discográfica    | Posición en lista | Promusicae  | Copias Certificadas |
| Fecha de lanzamiento    | Álbum              | Discográfica    | España            | Promusicae  | Copias Certificadas |
| ----------------------- | ------------------ | --------------- | ----------------- | ----------- | ------------------- |
| 29 de abril de 2002     | Rosa               | BMG Music       | 1                 | 5 × Platino | 500 000             |
| 28 de octubre de 2003   | Ahora              | Vale Music      | 1                 | 2 × Platino | 200 000             |
| 16 de noviembre de 2004 | Ojalá              | Vale Music      | 4                 | Platino     | 80 000              |
| 30 de mayo de 2006      | Me siento viva     | Vale Music      | 2                 | Oro         | 40 000              |
| 7 de octubre de 2008    | Promesas           | Vale Music      | 2                 | Oro         | 40 000              |
| 3 de noviembre de 2009  | Propiedad de nadie | Vale Music      | 5                 | Oro         | 30 000              |
| 19 de junio de 2012     | Rosa López         | Universal Music | 4                 |             |                     |
| 30 de junio de 2017     | Kairós             | Universal Music | 2                 |             |                     |

### Álbumes de estudio como independiente
Editados todos ellos exclusivamente en el web site la casa del disco.
| Fecha de lanzamiento | Álbum               | Distribuidora | Posición en lista | Promusicae |
| Fecha de lanzamiento | Álbum               | Distribuidora | España            | Promusicae |
| -------------------- | ------------------- | ------------- | ----------------- | ---------- |
| 6 de octubre de 2023 | Señales             | Beatclap      | 695 (vinilo)      |            |
| 4 de julio de 2025   | 12 Diamantes negros | Beatclap      |                   |            |

## Distinciones
En 2002, recibió en el Palacio de San Telmo de Sevilla la Medalla de Andalucía, otorgada por la Junta y concedido a los jóvenes que destacaron profesionalmente. En ese mismo año, también recibió la medalla de oro otorgada por el ayuntamiento de Armilla.
En 2010, recibió la distinción Bandera de Andalucía, otorgada por la Junta en un acto institucional en la ciudad de Granada. En 2014, fue nombrada Fallera de Honor de la Falla de San Isidro en la ciudad de Valencia.